# سبیل قایتبای

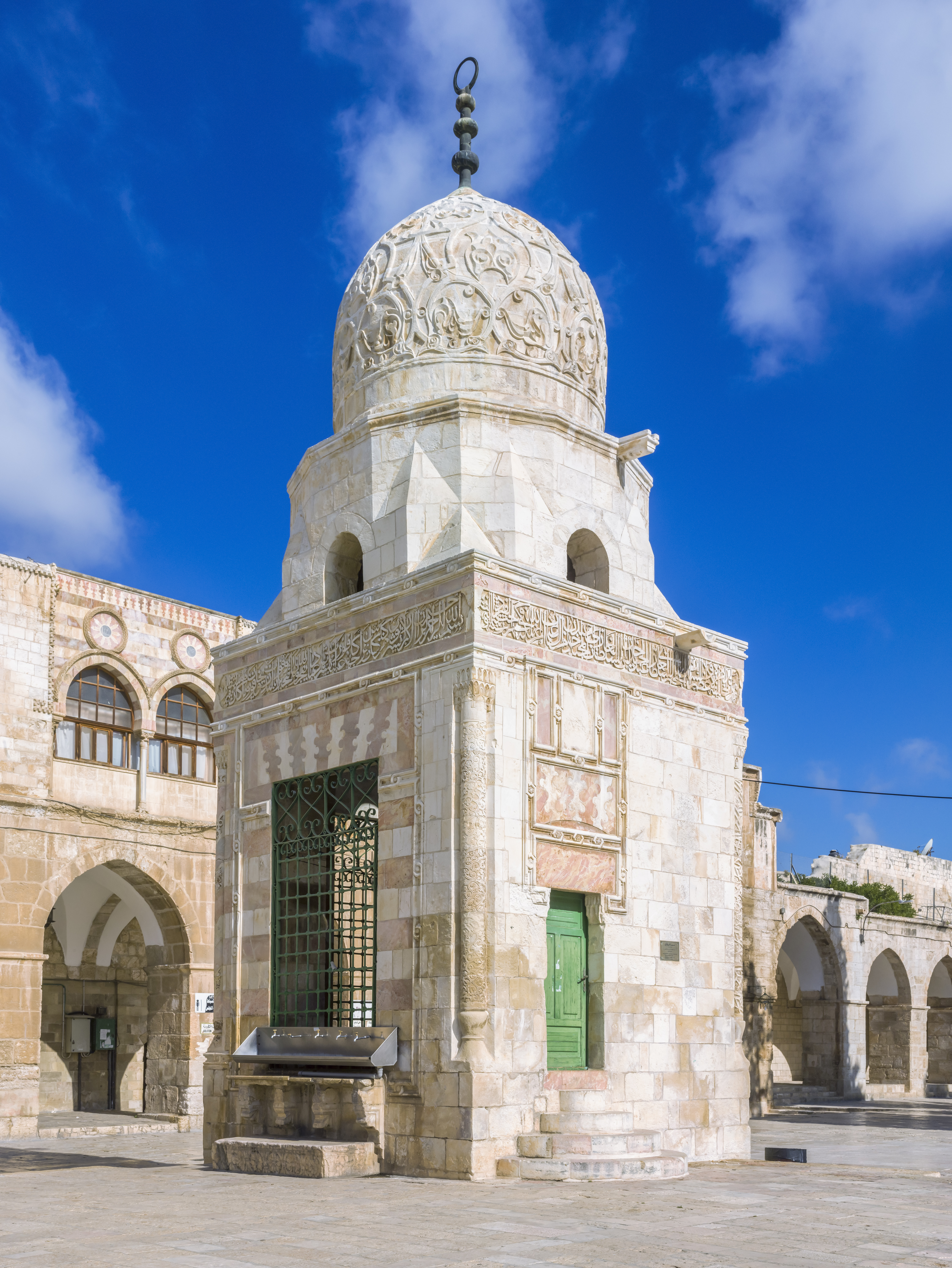
نمایی از سقاخانه

سببل قایتبای سقاخانه‌ای در میدانگاه غربی حرم شریف در شهر قدیمی بیت‌المقدس است که در ۵۰ متری غرب قبةالصخره واقع شده‌است. این سقاخانه را مصریان در قرن دهم هجری / پانزدهم میلادی ساختند و بنای آن به هنگام حکومت قایتبای، سلطان مصر و سوریه از سلسلهٔ ممالیک برجی، به پایان رسید و به نام همو خوانده شد. معمولاً آن را زیباترین بنا در حریم شریف پس از قبةالصخره می‌دانند.